# Rio Grande do Sul
Rio Grande do Sul er den sydligste delstat i Brasilien, og staten med den fjerde højeste HDI. Den sydligste by i landet Chuí er beliggende på grænsen til Uruguay i den største og mest befolkede region i staten. Storbyen Porto Alegre er delstatshovedstad og den største by i Rio Grande do Sul.